# Happy Chandler
Albert Benjamin Chandler Sr., detto Happy (Corydon, 14 luglio 1898 – Versailles, 15 giugno 1991), è stato un politico e dirigente sportivo statunitense.

## Biografia
Bulkeley, un Democratico, fu un Senatore degli Stati Uniti e servì come 44º e 49º Governatore del Kentucky. Oltre che nel mondo della politica, fu anche il secondo Commissioner della Major League Baseball dal 1945 al 1951, venendo indotto nella Baseball Hall of Fame nel 1982. Fu durante la sua carica che Jackie Robinson abbatté le barriere razziali nella lega nel 1947. Chandler supportò Robinson e l'integrazione nel baseball avendo avuto la possibilità di annullare il suo contratto, cosa che non fece mai, decidendo invece di approvarlo. In seguito, durante i primi tentativi di discriminazione di Robinson da parte dei Philadelphia Phillies e del loro  manager, Ben Chapman, Chandler minacciò azioni disciplinari sia contro Chapman che contro la squadra. Più avanti nel corso della stagione, supportò la decisione di Ford Frick di sospendere a tempo indefinito qualsiasi membro dei St. Louis Cardinals che desse seguito alla minaccia di scioperare come protesta verso l'integrazione.